# اتاق گوشواره
اتاق گوشواره، در معماری ایرانی به اتاق‌هایی اطلاق می‌شده که دوطرف شاه‌نشین قرار داشته و کوچکتر از آن بودند. از این اتاق‌ها در زمان‌هایی استفاده می‌شده که تعداد مهمان‌های حاضر، بیشتر از ظرفیت اتاق شاه‌نشین بوده‌است و با باز کردن درهای اتاق‌های گوشواره و اتصال آن‌ها به شاه‌نشین، محل پذیرایی مهمان‌ها را گسترش می‌دادند. در عمارت عالی‌قاپو و بسیاری از بناهای دیگر ایران، نوازندگان در اتاق گوشواره می‌نواختند.